# リャドヴィチ
リャドヴィチ（ロシア語: Рядовичи、ウクライナ語: Рядовичі）とは、キエフ・ルーシ期の人々のカテゴリの1つであり、負債を地主の元での労働で支払う契約（この契約をリャドという。）を結んだ状態にある人々を指す言葉である。日本語文献では「契約隷属民」等と訳される。
リャドヴィチは貸付金を借り、契約により農業などの期間労働を行った。主人に従属し、主人の元に住み着いた。貸付金は労働や、金・家畜・作物の種子などで返済した。その立場はザークプという、年季奉公の労働者に近い。しかしホロープ(ru)（奴隷・隷属農民）とは異なる扱いを受けた。自由民とリャドヴィチとの結婚による子供もいた。また、財産の所有や贈与も認められており、たびたび主人の下級の事務官としても用いられた。
『ルースカヤ・プラウダ』（ルーシ法典）においては、リャドヴィチの殺人罪に対するヴィーラ（罰金）は、スメルド（自由農民）やホロープと同じ5グリヴナと定められていた。
14世紀-17世紀には、都市の商人組合の構成員をリャドヴィチと呼んだ。リャドに基づく社会層であることはキエフ・ルーシ期と同様であり、また同様にリャドクに住んでいた。